# Harrison, Maine
Harrison är en kommun i Cumberland County i delstaten Maine, USA.